# Cantón de Marly-le-Roi
El cantón de Marly-le-Roi era una división administrativa francesa, que estaba situada en el departamento de Yvelines y la región de Isla de Francia.

## Composición
El cantón estaba formado por tres comunas:
- Le Port-Marly
- Louveciennes
- Marly-le-Roi

## Supresión del cantón de Marly-le-Roi
En aplicación del Decreto n.º 2014-214 de 21 de febrero de 2014, el cantón de Marly-le-Roi fue suprimido el 22 de marzo de 2015 y sus 3 comunas pasaron a formar parte; dos del nuevo cantón de Chatou y una del nuevo cantón de Le Chesnay.